# Region Wolta

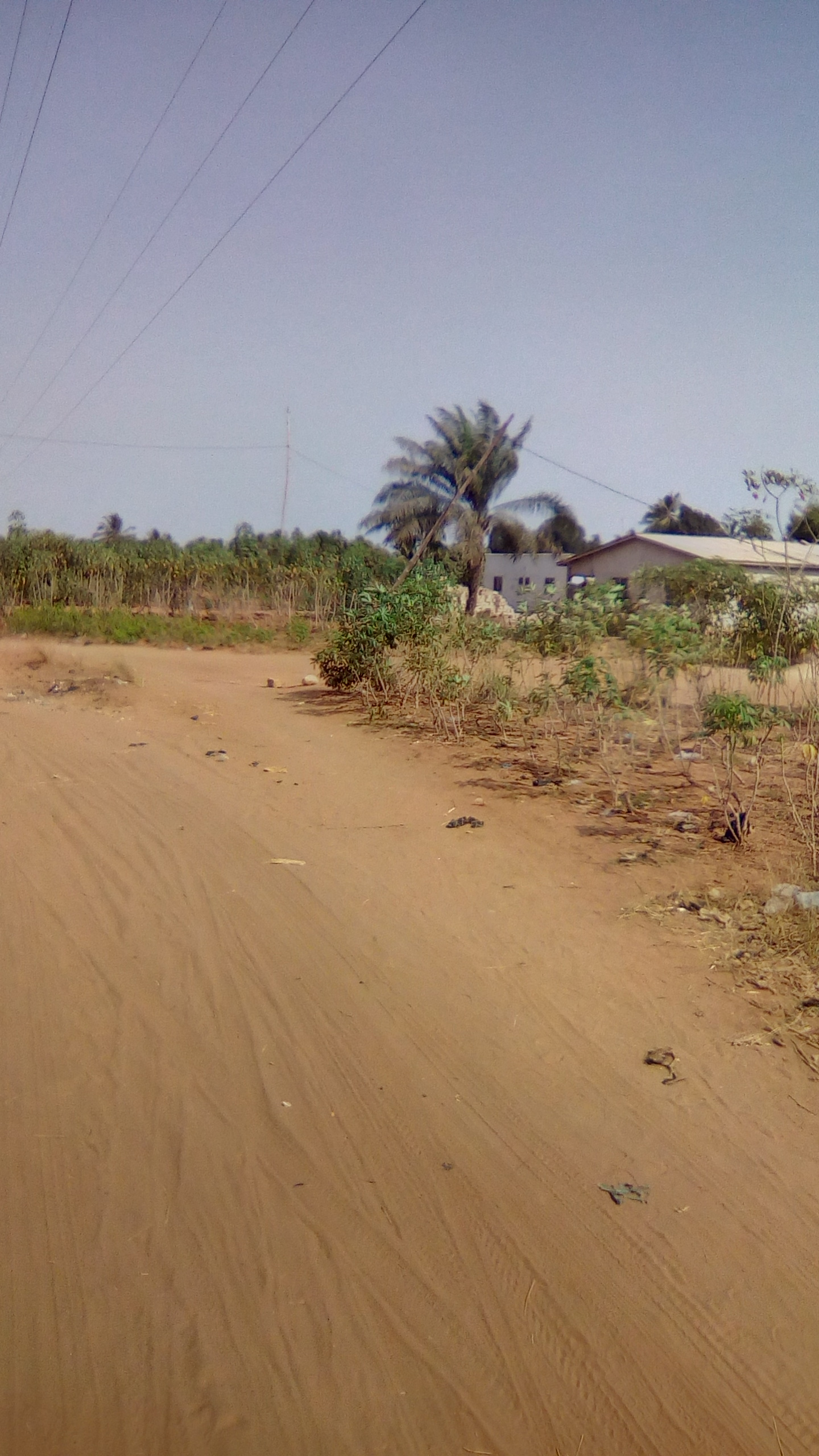
Miasteczko Akporkploe

Region Wolta – jeden z regionów administracyjnych Ghany. W 2019 roku wydzielono z niego Region Oti.

## Podział administracyjny
W jego skład wchodzi 18 dystryktów:
- Dystrykt Adaklu
- Dystrykt Afadzato South
- Dystrykt Agotime-Ziope
- Dystrykt Akatsi North
- Okręg miejski Akatsi South
- Dystrykt Central Tongu
- Okręg miejski Ho
- Dystrykt Ho West
- Okręg miejski Hohoe
- Okręg miejski Keta
- Okręg miejski Ketu North
- Okręg miejski Ketu South
- Okręg miejski Kpando
- Dystrykt North Dayi
- Dystrykt North Tongu
- Dystrykt South Dayi
- Dystrykt South Tongu
- Dystrykt Anloga

## Demografia
Według spisu w 2021 roku region zamieszkany jest głównie przez plemiona Ewe (90,3%), Akan (2,5%) i Guan (1,9%). 

### Religia
Struktura religijna w 2021 roku według Spisu Powszechnego:
- zielonoświątkowcy i charyzmatycy – 36,7%,
- pozostali protestanci – 19,4%,
- katolicy – 11,4%,
- pozostali chrześcijanie – 11,1%,
- religie etniczne – 9,7%,
- muzułmanie – 4,7%,
- brak religii – 1%,
- inne religie – 6%.